# Pinnatella braunii
Pinnatella braunii là một loài Rêu trong họ Neckeraceae. Loài này được (Broth.) M. Fleisch. miêu tả khoa học đầu tiên năm 1906.